# Brevennia cynodontis
Brevennia cynodontis är en insektsart som först beskrevs av Bodenheimer 1943.  Brevennia cynodontis ingår i släktet Brevennia och familjen ullsköldlöss. Inga underarter finns listade i Catalogue of Life.